# Kassina senegalensis
Kassina senegalensis es una especie de anfibio anuro en la familia Hyperoliidae.

## Distribución
Habita en Angola, Botsuana, Burkina Faso, Camerún, República Centroafricana, Chad, República Democrática del Congo, Costa de Marfil, Etiopía, Gambia, Ghana, Guinea, Kenia, Lesoto, Malaui, Malí, Mozambique, Namibia, Níger, Nigeria, Ruanda, Senegal, Sierra Leona, Somalia, Sudáfrica, Sudán, Suazilandia, Tanzania, Uganda, Zambia, Zimbabue. Posiblemente: Benín, Burundi, República Democrática del Congo, Eritrea, Guinea Bissau, Mauritania, Togo.
Esta rana está adaptada más para caminar que para saltar. Tiene patas esbeltas y membranas delgadas en los dedos de sus patas posteriores. Los colores de su cuerpo, liso y alargado, varían de beige a gris. El apareamiento ocurre en el agua y los huevos se pegan a las plantas acuáticas.
Sus hábitats son selvas húmedas, bajas, subtropical o tropical, sabana seca y húmeda, monte seco o húmedo subtropical o tropical, pastizales subtropical o tropical de alta altitud, humedales.